# 麥科·韋爾佐托
麥科·韋爾佐托（義大利語：Maicol Verzotto；1988年5月24日—）是一位意大利跳水運動員。他曾經兩次獲得意大利的全國冠軍。也曾代表意大利参加2016年夏季奥林匹克运动会。

## 外部連結
- （页面存档备份，存于）
- （页面存档备份，存于）
- at Federnuoto Official site
- 维基共享资源上的相關多媒體資源：麥科·韋爾佐托